# Area Pettini Burresi

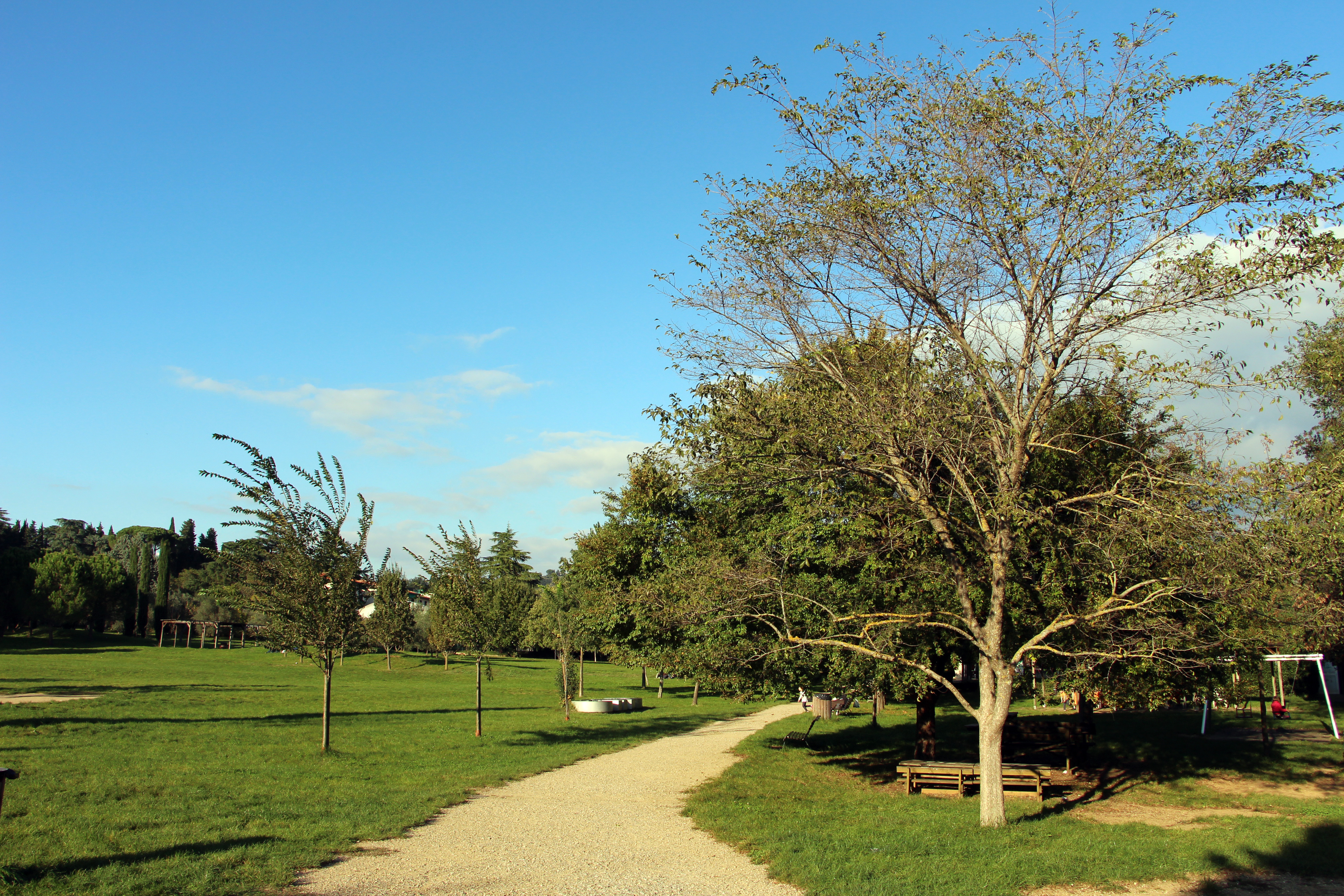
Area Pettini Burresi

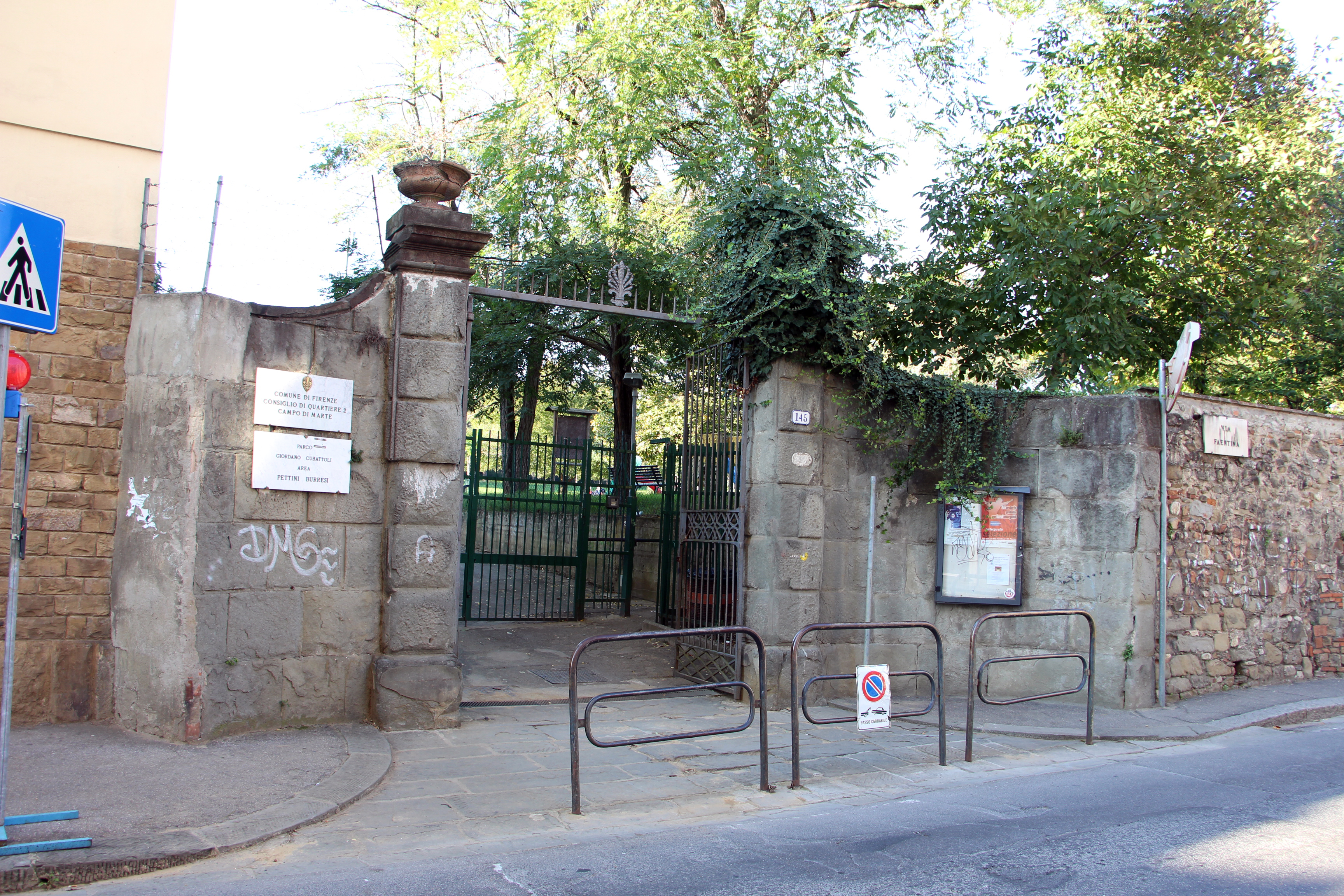
Ingresso

L'area Pettini Burresi è un giardino pubblico nel quartiere residenziale delle Cure, a Firenze, situato in via Faentina, accanto alla chiesa di San Marco Vecchio.

## Storia e descrizione
È denominato così dal nome della proprietaria, che lo lasciò in eredità al Comune di Firenze.
Situato sulla via Faentina, ospita un parco giochi e un centro giovani (C.U.R.E.), nonché numerose aree verdi.
La ricostruzione della ferrovia Faentina, nel 1989, ha separato in due aree il giardino, una delle quali è riservata ai cani.
Nei primi anni 2000, l'area ha ospitato un teatro in legno provvisorio, più volte ristrutturato, e poi definitivamente abbattuto perché pericolante. La struttura ospitava spettacoli di prosa nella stagione estiva.